# Kuropatnik (ptak)
Kuropatnik, kuropatnik nepalski (Ithaginis cruentus) – gatunek średniej wielkości ptaka z rodziny kurowatych (Phasianidae). Jedyny przedstawiciel rodzaju Ithaginis. Występuje od wschodnich Himalajów po północno-środkowe Chiny. Ze względu na swoją nazwę w innych językach bywa także zwany bażantem krwawym. Ptak ten jest symbolem indyjskiego stanu Sikkim.

## Występowanie
Są spotykane w Himalajach od Nepalu poprzez Tybet i północną Mjanmę aż po północno-środkowe Chiny. Żyją na wysokościach między około 2100 m n.p.m. (w zimie) a 3000–4500 m n.p.m. (podczas okresu godowego). Różnice te są tak znaczne ze względu na ich przemieszczanie się wraz ze zmieniającą się linią śniegu, w okolicach której przebywają. Preferują lasy iglaste i mieszane.

## Podgatunki
Międzynarodowy Komitet Ornitologiczny (IOC) wyróżnia 12 podgatunków I. cruentus:
- I. c. cruentus (Hardwicke, 1821) – północny Nepal i południowo-środkowy Tybet
- I. c. affinis Beebe, 1912 – Sikkim (północno-wschodnie Indie), zachodni Bhutan i południowo-wschodni Tybet
- I. c. tibetanus E.C.S. Baker, 1914 – wschodni Bhutan i południowo-wschodni Tybet
- I. c. kuseri Beebe, 1912 – północny Asam i wschodni Arunachal Pradesh (północno-wschodnie Indie), południowo-wschodni Tybet i północno-zachodni Junnan (południowo-zachodnie Chiny)
- I. c. marionae Mayr, 1941 – zachodni Junnan (południowo-zachodnie Chiny) i północno-wschodnia Mjanma
- I. c. rocki Riley, 1925 – północno-zachodni Junnan (południowo-zachodnie Chiny). Obejmuje proponowany podgatunek holoptilus.
- I. c. clarkei Rothschild, 1920 – góry Lichiang (północno-zachodni Junnan, południowo-zachodnie Chiny)
- I. c. geoffroyi J. Verreaux, 1867 – wschodni Tybet i południowo-zachodni Syczuan (zachodnie Chiny)
- I. c. berezowskii Bianchi, 1904 – północno-zachodni Syczuan do południowego Gansu (środkowe Chiny). Obejmuje proponowany podgatunek annae.
- I. c. beicki Mayr & Birckhead, 1937 – północno-wschodni Qinghai (północno-środkowe Chiny)
- I. c. michaelis Bianchi, 1904 – północny Qinghai i północno-zachodni Gansu (północno-środkowe Chiny)
- I. c. sinensis David, 1873 – Shaanxi (środkowe Chiny)

## Charakterystyka

### Cechy gatunku
Zarówno wielkością, jak i ubarwieniem bardziej przypomina kuropatwę niż większość bażantów. Wyraźnie widoczny jest dymorfizm płciowy. Samce mają jasne podbrzusze i pierś, która poprzecinana jest czerwonymi piórami, reszta ich ciał jest szara. Poszczególne podgatunki różnią się ilością czerwonych piór na piersi, intensywnością ubarwienia reszty ciała oraz wielkością. Samice są upierzone od rdzawobrązowego po szarobrązowy z wyraźnie jaśniejszą głową. U obu płci na czubku głowy występuje pióropusz. Nogi i pozbawiona piór otoczka oka są czerwone. Nie potrafi dobrze latać, ale jest w stanie szybko biegać.

### Wymiary średnie
- długość ciała samca: 43 cm
- długość ciała samicy: 39 cm

## Rozród
Gatunek raczej monogamiczny, choć u starszych osobników zdarza się, że na jednego samca przypada kilka samic. Dojrzałość płciową osiąga w wieku jednego roku. W maju samica składa od 5–12 jaj do naziemnego, dobrze ukrytego gniazda. Po 27–29 dniach z jaj wykluwają się pisklęta, które po dwóch dniach od wyklucia potrafią podążać za matką w poszukiwaniu pożywienia.

## Pożywienie
Żywi się głównie porostami, zjada także mchy, paprocie czy niewielkie gałązki. Rzadko zdarza mu się grzebać pazurami w poszukiwaniu pożywienia, najczęściej podnosi je z ziemi za pomocą dzioba. Żeruje w grupach.

## Status
Międzynarodowa Unia Ochrony Przyrody (IUCN) uznaje kuropatnika za gatunek najmniejszej troski (LC – least concern) nieprzerwanie od 1988 roku. Trend liczebności populacji jest spadkowy.